# Viet Minh

Steagul Việt Minh-ului.

Việt Minh (abreviat din Việt Nam Ðộc Lập Ðồng Minh Hội, limba română: Liga pentru Independența Vietnamului) a fost o mișcare comunistă revoluționară de eliberare națională formată de Hồ Chí Minh în anul 1941, pentru a câștiga independența Vietnamului față de Franța , cât și pentru a se opune ocupației japoneze.